# Phaonia noctiluca
Phaonia noctiluca är en tvåvingeart som beskrevs av Albuquerque 1958. Phaonia noctiluca ingår i släktet Phaonia och familjen husflugor. Inga underarter finns listade i Catalogue of Life.